# Nikola Milanović
Nikola Milanović, hrvatski romanopisac. Radio kao vjeroučitelj. 
Član je Hrvatske udruge Benedikt od njezinog osnivanja. Objavio je 2020. roman Za tračkom nade.  Tema romana je vjekovni problem ljudske svakidašnjice — zlo i zloća, o kojima u romanu progovara u fantazijskom stilu te se u roman prepleću realnost i fantazija. Kroz izmišljena bića i likove šalje poruke koje u sebi sadrže općeljudske i kršćanske vrijednosti, te govori o važnosti braka, obitelji, prijateljstva i dobrote.
Roman je izašao u nakladi Hrvatske udruge Benedikt i Naklade Protuđer.